# Robert Klein
Robert Klein (New York, 8 febbraio 1942) è un comico, attore e cantante statunitense.
È stato sposato dal 1973 al 1989 con la cantante lirica Brenda Boozer da cui ha avuto un figlio, Alexander Stuart.
Attivo come attore cinematografico, ha preso parte anche a vari musical teatrali, tra cui A They're Playing Our Song per il quale ha ottenuto una candidatura al Tony Award al miglior attore protagonista in un musical nel 1978.

## Filmografia parziale

### Cinema
- Il padrone di casa (The Landlord), regia di Hal Ashby (1970)
- Il gufo e la gattina (The Owl and the Pussycat), regia di Herbert Ross (1970)
- Lo zingaro (Le Gitan), regia di José Giovanni (1975)
- Il figlio del gangster (Comme un boomerang), regia di José Giovanni (1976)
- La gang del parigino (Le Gang), regia di Jacques Deray (1977)
- Collo d'acciaio (Hooper), regia di Hal Needham (1978)
- Guerra dei colori (Poison ivy), regia Larry Elikann (1985)
- Curve pericolose (Dangerous Curves), regia di David Lewis (1988)
- I delitti del gatto nero (Tales from the Darkside: The Movie), regia di John Harrison (1990)
- Benvenuti a Radioland (Radioland Murders), regia di Mel Smith (1994)
- Agenzia salvagente (Mixed Nuts), regia di Nora Ephron (1994)
- Un giorno... per caso (One Fine Day), regia di Michael Hoffman (1996)
- I colori della vittoria (Primary Colors), regia di Mike Nichols (1998)
- La sicurezza degli oggetti (The Safety of Objects), regia di Rose Troche (2001)
- Two Weeks Notice - Due settimane per innamorarsi (Two Weeks Notice), regia di Marc Lawrence (2002)
- Come farsi lasciare in 10 giorni (How to Lose a Guy in 10 Days), regia di Donald Petrie (2003)
- Piacere, sono un po' incinta (The Back-up Plan), regia di Alan Poul (2010)
- Another Dirty Movie, regia di Jonathan Silverman (2012)

### Televisione
- Ai confini della realtà (The Twilight Zone) – serie TV, episodio 1x03 (1985)
- La signora in giallo (Murder, She Wrote) – serie TV, episodio 5x18 (1989)
- Law & Order - I due volti della giustizia (Law & Order) – serie TV, episodio 4X01 (1995)
- Law & Order - Unità vittime speciali (Law & Order: Special Victims Unit) – serie TV, 4 episodi (2009-2012)
- The Good Wife – serie TV, 2 episodi (2013-2014)
- Madam Secretary – serie TV, 1 episodio (2014)
- The Mysteries of Laura – serie TV, 5 episodi (2014-2016)
- Will & Grace – serie TV, 4 episodi (2018-2019)

## Doppiatori italiani
Nelle versioni in italiano delle opere in cui ha recitato, Robert Klein è stato doppiato da:
- Franco Zucca in La sicurezza degli oggetti, People I Know, Jack & Bobby
- Bruno Alessandro in Law & Order - Unità vittime speciali (ep. 10x16), The Mysteries of Laura
- Silvio Anselmo in Reign Over Me, Will & Grace
- Pino Colizzi ne Il gufo e la gattina
- Pieraldo Ferrante ne La signora in giallo
- Elio Zamuto in Law & Order - I due volti della giustizia
- Sandro Sardone in Un giorno... per caso
- Orlando Mezzabotta in Ai confini della realtà
- Pietro Biondi ne I colori della vittoria
- Sandro Iovino ne I delitti del gatto nero
- Antonio Sanna in Agenzia salvagente
- Vittorio Di Prima in Two Weeks Notice - Due settimane per innamorarsi
- Luciano Roffi in Piacere, sono un po' incinta
- Stefano De Sando in Come farsi lasciare in 10 giorni
- Michele Kalamera in Sisters
- Sergio Di Giulio in The King of Queens
- Gino La Monica in Royal Pains
- Gerolamo Alchieri in Law & Order - Unità vittime speciali (ep. 11x02)
- Dario Penne in Law & Order - Unità vittime speciali (ep. 12x15, 13x13)
- Gianni Giuliano in The Good Wife
- Saverio Moriones in Madam Secretary

Da doppiatore è sostituito da:
- Gianfranco Bellini in L'ultimo unicorno
- Sandro Sardone in Frasier